# Stadion Diego Armando Maradona
 Stadion Diego Armando Maradona (do 2020. Stadion San Paolo) nogometni je stadion koji se nalazi u napuljskoj četvrti Fuorigrotta. Treći je najveći stadion u Italiji, odmah iza San Sira i Stadia Olimpica. Dom je talijanskog nogometnog prvoligaša S.S.C. Napolija.
Nedugo nakon smrti Maradone, bivšeg igrača Napolija, na prijedlog njegovog predsjednika Aurelia de Laurentiisa gradske vlasti mijenjaju službeno ime stadiona u Stadion Diega Armanda Maradone.
Izgrađen je 1959. godine, a renoviran je 1989. za potrebe Svjetskog nogometnog prvenstva 1990. koje se održavalo u Italiji kada je i djelomično natkriven. Kapacitet stadiona od 60.240 sjedećih mjesta smanjen je na sadašnjih 55.000 sjedećih mjesta prilikom zadnje obnove uoči Univerzijade 2019. godine kada je stadion dobio i dva velika TV ekrana.

## Vanjske poveznice

### Ostali projekti
|  | Zajednički poslužitelj ima još gradiva o temi Stadio San Paolo |